# Argyrostrotis surrufula
Argyrostrotis surrufula är en fjärilsart som beskrevs av Dyar 1913. Argyrostrotis surrufula ingår i släktet Argyrostrotis och familjen nattflyn. Inga underarter finns listade i Catalogue of Life.